# 朴鎮琇
朴鎮琇(Park Jin-soo，1987年3月1日—）是韓國的職業足球運動員，司職中場，現效力於挑戰K聯賽忠州胡默爾。

## 外部連結
- jsgoal
- 朴鎮琇的Cyworld專頁